# Der Welpentrainer – Auf die Pfoten, fertig, los!
Der Welpentrainer – Auf die Pfoten, fertig, los! ist eine Reality-Doku-Reihe, die seit dem 31. März 2019 auf sixx ausgestrahlt wird. Der Hundetrainer André Vogt gibt den Besitzern von je sechs Welpen pro Staffel Tipps zum Umgang mit ihren jungen Hunden.

## Handlung
Pro Staffel bekommt die Welpenschule von André Vogt Zuwachs von sechs Welpen verschiedener Hunderassen. Während ihres täglichen Aufenthalts erlernen die Welpen wichtige Befehle. Die verschiedenen Hunderassen zeigen dabei verschiedene Präferenzen und Eigenschaften. So brauchen einige Hunde mehr Zeit, gewisse Verhaltensmuster und Befehle beispielsweise bei der Leinenführung zu erlernen. Auch werden den Welpen überlebenswichtige Verhaltensweisen beigebracht. So wird darauf geachtet, dass sie kein Futter von Fremden annehmen oder Essen vom Boden zu sich nehmen, um zu verhindern, dass die Tiere Giftköder essen.
Während einer Folge müssen die Welpen der Reihe nach die verschiedenen, meistens fünf unterschiedliche Disziplinen durchlaufen. Dabei gibt Vogt dem Zuschauer Tipps für deren eigene Hundeerziehung. Am Ende jeder Folge kommen die Hundebesitzer dazu und Vogt zeigt ihnen, was die Welpen an dem Tag gelernt haben. In der Regel zeigt je ein Welpe einen unterschiedlichen Befehl. Seit der sechsten Staffel wird Vogt von Eva Birkenholz unterstützt.
Während der ersten und der zweiten Staffel war die jeweils letzte Episode ein Best-of aus den vorgegangenen Episoden.

## Episodenübersicht

### Staffel 1
Die ersten sechs Episoden der ersten Staffel wurden erstmals vom 31. März 2019 bis zum 5. Mai 2019 auf dem Sender sixx ausgestrahlt. Am 25. Dezember 2019 folgte mit der siebten Episode ein Best of.
| Nr. (ges.) | Nr. (St.) | Titel   | Erstausstrahlung  |
| ---------- | --------- | ------- | ----------------- |
| 1          | 1         | Folge 1 | 31. März 2019     |
| 2          | 2         | Folge 2 | 7. April 2019     |
| 3          | 3         | Folge 3 | 14. April 2019    |
| 4          | 4         | Folge 4 | 21. April 2019    |
| 5          | 5         | Folge 5 | 28. April 2019    |
| 6          | 6         | Folge 6 | 5. Mai 2019       |
| 7          | 7         | Best of | 25. Dezember 2019 |

### Staffel 2
Die acht Episoden der zweiten Staffel wurden erstmals vom 10. November 2019 bis zum 29. Dezember 2019 auf dem Sender sixx ausgestrahlt. Erneut war die letzte Episode ein Best-of der Staffel.
| Nr. (ges.) | Nr. (St.) | Titel    | Erstausstrahlung  |
| ---------- | --------- | -------- | ----------------- |
| 8          | 1         | Folge 8  | 10. November 2019 |
| 9          | 2         | Folge 9  | 17. November 2019 |
| 10         | 3         | Folge 10 | 24. November 2019 |
| 11         | 4         | Folge 11 | 1. Dezember 2019  |
| 12         | 5         | Folge 12 | 8. Dezember 2019  |
| 13         | 6         | Folge 13 | 15. Dezember 2019 |
| 14         | 7         | Folge 14 | 22. Dezember 2019 |
| 15         | 8         | Best of  | 29. Dezember 2019 |

### Staffel 3
Die sieben Episoden der dritten Staffel wurden erstmals vom 26. April 2020 bis zum 14. Juni 2020 auf dem Sender sixx ausgestrahlt.
| Nr. (ges.) | Nr. (St.) | Titel    | Erstausstrahlung |
| ---------- | --------- | -------- | ---------------- |
| 16         | 1         | Folge 16 | 26. April 2020   |
| 17         | 2         | Folge 17 | 3. Mai 2020      |
| 18         | 3         | Folge 18 | 17. Mai 2020     |
| 19         | 4         | Folge 19 | 24. Mai 2020     |
| 20         | 5         | Folge 20 | 31. Mai 2020     |
| 21         | 6         | Folge 21 | 7. Juni 2020     |
| 22         | 7         | Folge 22 | 14. Juni 2020    |

### Staffel 4
Die acht Episoden der vierten Staffel wurden erstmals vom 4. Oktober 2020 bis zum 22. November 2020 auf dem Sender sixx ausgestrahlt. Die letzten zwei Folgen wurden bei ihrer Premiere als Doppelfolge gezeigt.
| Nr. (ges.) | Nr. (St.) | Titel    | Erstausstrahlung  |
| ---------- | --------- | -------- | ----------------- |
| 23         | 1         | Folge 23 | 4. Oktober 2020   |
| 24         | 2         | Folge 24 | 11. Oktober 2020  |
| 25         | 3         | Folge 25 | 18. Oktober 2020  |
| 26         | 4         | Folge 26 | 25. Oktober 2020  |
| 27         | 5         | Folge 27 | 8. November 2020  |
| 28         | 6         | Folge 28 | 15. November 2020 |
| 29         | 7         | Folge 29 | 22. November 2020 |
| 30         | 8         | Folge 30 | 22. November 2020 |

### Staffel 5
Die acht Episoden der fünften Staffel wurden erstmals vom 18. April 2021 bis zum 6. Juni 2021 auf dem Sender sixx ausgestrahlt.
| Nr. (ges.) | Nr. (St.) | Titel    | Erstausstrahlung |
| ---------- | --------- | -------- | ---------------- |
| 31         | 1         | Folge 31 | 18. April 2021   |
| 32         | 2         | Folge 32 | 25. April 2021   |
| 33         | 3         | Folge 33 | 2. Mai 2021      |
| 34         | 4         | Folge 34 | 9. Mai 2021      |
| 35         | 5         | Folge 35 | 16. Mai 2021     |
| 36         | 6         | Folge 36 | 23. Mai 2021     |
| 37         | 7         | Folge 37 | 30. Mai 2021     |
| 38         | 8         | Folge 38 | 6. Juni 2021     |

### Staffel 6
Die acht Episoden der sechsten Staffel wurden erstmals vom 5. September 2021 bis zum 31. Oktober 2021 auf dem Sender sixx ausgestrahlt.
| Nr. (ges.) | Nr. (St.) | Titel    | Erstausstrahlung   |
| ---------- | --------- | -------- | ------------------ |
| 39         | 1         | Folge 39 | 5. September 2021  |
| 40         | 2         | Folge 40 | 12. September 2021 |
| 41         | 3         | Folge 41 | 19. September 2021 |
| 42         | 4         | Folge 42 | 26. September 2021 |
| 43         | 5         | Folge 43 | 10. Oktober 2021   |
| 44         | 6         | Folge 44 | 17. Oktober 2021   |
| 45         | 7         | Folge 45 | 24. Oktober 2021   |
| 46         | 8         | Folge 46 | 31. Oktober 2021   |

### Staffel 7
Die acht Episoden der siebten Staffel wurden erstmals vom 24. April 2022 bis zum 19. Juni 2022 auf dem Sender sixx ausgestrahlt. Zum Staffelstart wurden zwei Episoden am selben Tag gezeigt.
| Nr. (ges.) | Nr. (St.) | Titel    | Erstausstrahlung |
| ---------- | --------- | -------- | ---------------- |
| 47         | 1         | Folge 47 | 24. April 2022   |
| 48         | 2         | Folge 48 | 24. April 2022   |
| 49         | 3         | Folge 49 | 1. Mai 2022      |
| 50         | 4         | Folge 50 | 8. Mai 2022      |
| 51         | 5         | Folge 51 | 15. Mai 2022     |
| 52         | 6         | Folge 52 | 29. Mai 2022     |
| 53         | 7         | Folge 53 | 12. Juni 2022    |
| 54         | 8         | Folge 54 | 19. Juni 2022    |

### Spezial
Neben bisher 54 Folgen (davon zwei Best-of-Folgen) entstanden sechs Sonderfolgen, die die Welpen bei Wettbewerben zeigen. Die sechs Spezialfolgen wurden erstmals vom 19. April 2020 bis zum 16. Dezember 2020 auf dem Sender sixx ausgestrahlt.
| Nr. (ges.) | Nr. (St.) | Titel                  | Erstausstrahlung   |
| ---------- | --------- | ---------------------- | ------------------ |
| 1          | 1         | Hundesjugendspiele (1) | 19. April 2020     |
| 2          | 2         | Zuhause                | 3. Mai 2020        |
| 3          | 3         | Hundesjugendspiele (2) | 27. September 2020 |
| 4          | 4         | Hundesjugendspiele (3) | 2. Dezember 2020   |
| 5          | 5         | Hundesjugendspiele (4) | 9. Dezember 2020   |
| 6          | 6         | Hundesjugendspiele (5) | 16. Dezember 2020  |

Des Weiteren entstanden mit Vogt bisher zwei Staffeln der Doku-Soap Trouble Teenies auf 4 Pfoten. In jeder Folge widmet sich der Hundetrainer schwer erziehbaren Hunden und deren Besitzern. Er sucht dabei die Gründe für das problematische Verhalten und ist um Besserungen bemüht. Das Format ist vergleichbar mit Der Hundeprofi mit Martin Rütter und Der Hundeflüsterer mit Cesar Millan.

## Quoten
Mit einer Reichweite von 80.000 Zuschauern konnte die erste Folge der sechsten Staffel bei der Zielgruppe der 14- bis 49-Jährigen einen Anteil von 1,6 Prozent markieren. Im Laufe der Staffel nahm die Quote ab. Dennoch wurde eine siebte Staffel veröffentlicht.